# Candid Records
Candid Records is een Amerikaans platenlabel, waarop jazz en blues wordt uitgebracht. Het werd in 1960 in New York opgericht door Archie Bleyer als een sublabel van Cadence Records. 
Op het label kwamen jazzplaten van 'klassieke jazzmusici' uit, zoals van Clark Terry en Coleman Hawkins met Pee Wee Russell. Het label is echter bekender geworden door zijn avant-garde-jazzplaten en platen van musici die de toenmalige burgerrechtenbeweging ondersteunden. Bekende platen kwamen uit van onder meer Charles Mingus, Cecil Taylor, Steve Lacy, Max Roach, Booker Ervin en Abbey Lincoln. Bluesplaten op het label waren er van bijvoorbeeld Lightnin' Hopkins en Memphis Slim.
Het label was actief tot 1961 en kwam daarna in handen van de populaire zanger Andy Williams, die albums opnieuw uitbracht op zijn label Barnaby Records. In 1988 werd het label nieuw leven ingeblazen door de Engelse producent Alan Bates (oprichter van Black Lion Records), die de rechten van Williams had overgenomen. Bates bracht alle eerder verschenen albums opnieuw uit, alsook niet eerder uitgekomen materiaal. Ook ging hij nieuw werk voor het label opnemen en uitbrengen, zoals van David Liebman en Toots Thielemans. In Engeland kwamen platen uit van onder meer Jamie Cullum, Clare Teal en Stacey Kent.
Het label is ook actief in de Filipijnen, waar Candid Records Philippines werk op de markt heeft gebracht van bijvoorbeeld jazzgitarist Johnny Alegre en jazzzanger Mon David.